# ミニスカ宇宙海賊
『ミニスカ宇宙海賊』（ミニスカパイレーツ）は、笹本祐一による日本のライトノベル。イラストは松本規之が担当している。朝日ノベルズ（朝日新聞出版）より2008年10月から2014年8月まで刊行されていた。2018年12月からは出版社をKADOKAWAに変えて、新装版が刊行されている。2019年7月から『超ミニスカ宇宙海賊』として続編シリーズが開始されている。2012年11月時点で累計部数は約22万部を記録している。「電子書籍アワード2013」ライトノベル部門では3位を獲得している。ミニスカートの船長服をまとった女子高校生が、免許を受けた「合法的な」宇宙海賊の船長として活躍する物語。
テレビアニメが『モーレツ宇宙海賊』（モーレツパイレーツ）のタイトルで2012年1月から6月まで放送された。同年6月からは、ニコニコ静画の『ニコニコASAHIコミックファンタジー』で峠比呂による漫画版の連載が始まった。映画化も発表され、2014年2月に『モーレツ宇宙海賊 ABYSS OF HYPERSPACE -亜空の深淵-』のタイトルで劇場版が公開された。

## あらすじ
海明星（うみのあけほし）に住む高校1年生の加藤茉莉香（まりか）は、ある日、死んだと思っていた父親・ゴンザエモン加藤芳郎が実はつい最近まで生きており、宇宙海賊船・弁天丸の船長だったと知らされる。さらに、弁天丸が海賊として活動を続けるうえで欠かせない私掠船（しりゃくせん）免状の継承のためには、直系の継嗣である茉莉香が船長になるのが条件と告げられた。茉莉香は女子高生兼宇宙海賊船船長としての生活を送ることになる。

### ミニスカ宇宙海賊
第1巻『ミニスカ宇宙海賊』
茉莉香は弁天丸クルーの訪問を受け父の死亡を知らされるとともに船長就任を要請される。返事を保留したままオデットII世に乗りヨット部の練習航海に出たが、船が電子攻撃を受けたり、幽霊船に追跡されたりする。オデットII世は茉莉香の機転とヨット部の先輩リンのクラッキングの腕で、電子攻撃を仕掛けてきた「幽霊船」を返り討ちにするが、思いもよらない方法で逆襲される。
第2巻『黄金の幽霊船』
弁天丸船長として学業と海賊業の両立を始めた茉莉香。豪華客船襲撃の「営業」を終えた弁天丸船内で密航者が発見される。密航者はセレニティ王国の皇女グリューエルで、建国時の移民船でもある「黄金の幽霊船」の捜索を弁天丸に依頼する。
第3巻『コスプレ見習海賊』
茉莉香以外の乗組員が感染症で隔離されてしまった。所定期間以内に次の海賊行為をしないと免状が失効するため、茉莉香はリンたちヨット部員を弁天丸に乗せて「営業」することを決意する。ヨット部員を即席の白凰海賊団に仕立てて弁天丸を動かし、なんとか依頼された豪華客船襲撃の「営業」を成功させるが、今度はリンが「営業」どころではない危険な仕事を依頼してくる。
第4巻『漆黒の難破船』
120年前の独立戦争時に行方不明になった海賊船「黒鳥号」からの救難信号がオデットII世と弁天丸に届く。翌日、ヨット部の部室に税務局員を名乗る男が現れ、税の滞納を理由にオデットII世の差し押さえを通告してくるが、ニセ税務局員だと見破ったリンたちは対抗策を講じるべく部員を緊急招集する。
第5巻『白銀の救難船』
前巻の続き。オデットII世を狙う敵と対決すべく、茉莉香の母である梨理香が指揮するオデットII世と弁天丸・バルバルーサは、赤色巨星ガーネットAへ乗り込む。しかし、オデットII世は制御ステーションと連結したまま何処かへ跳躍させられてしまう。
第6巻『真紅の海賊船』
第4巻から続く物語の完結編。辺境区の七つ星連邦に跳ばされたオデットII世と梨理香やヨット部の仲間を救うため、茉莉香は弁天丸で後を追うが、そこには一連の事件の黒幕である辺境海賊ギルドの大物が待ち受けていた。
第7巻『蒼白の髑髏星』
帝国第五艦隊との演習を終えた茉莉香は、帝国情報部からの依頼と辺境海賊ギルドからの招待状を受け、クーリエや帝国情報部員のナッシュ達と共にサイレント・ウィスパーで辺境の海賊の本拠地があるという髑髏星へ向かう。
第8巻『紫紺の戦魔女』
髑髏星に滞在していた茉莉香達だったが、グリューエルは誘拐騒ぎに巻き込まれ、その中で賞金稼ぎのノエルと出会う。後日いつもの「営業」を終えて帰還中に救難信号を受信した茉莉香も、駆けつけた客船でノエルと出会い、彼女の追う賞金首ジャッキーの動向を知らされる。
第9巻『無法の御免状』
海明星の近くで救難信号を受けた茉莉香達は現場に駆けつけるが、輸送船を襲っていた謎の艦隊は弁天丸にも矛先を向けた。辛うじて猛攻から逃れて海明星へと戻ったが、輸送船を襲ったのは他ならぬ弁天丸であると濡れ衣を着せられ、銀河帝国から指名手配をされてしまう。
第10巻『二隻の白鳥号』
オデットII世号で練習航行に出航した白凰女学院ヨット部員たちの前に超空間跳躍で現れたのは海賊船「白鳥号」だった。白鳥号を追った茉莉香達は120年前の宗主星系・植民星連合の独立戦争時代へと時間跳躍してしまう。
第11巻『モーレツ時間海賊』
前巻の続き。現代へと戻った茉莉香達だったが、以前オデットII世が時間跳躍した空間の調査に出かけていた弁天丸が消息を絶ったというニュースが飛び込んでくる。茉莉香達ヨット部は再びオデットII世に乗り込み、その現場に向かう。
第12巻『モーレツ終戦工作』
第10巻から続く物語の完結編。独立戦争の終戦日が迫る中、当時の銀河帝国は未だ動かない。茉莉香達は帝国の大艦隊を引っ張り出し、独立戦争を終わらせるための終戦工作を行う。果たして歴史は守られるのか。

### 超ミニスカ宇宙海賊
第1巻『海賊士官候補生』
銀河帝国の情報部に所属するナット・ナッシュフォールからの依頼を受け、茉莉香とチアキ、リンの3人は帝国士官学校へ入学し、仮想敵を探す潜入任務を引き受ける。彼女達は厳しい授業・演習に立ち向かっていく。
第2巻『モーレツ電子艦隊戦』
卒業演習時に茉莉香達が敵空母二隻を拿捕するという戦果を挙げたことで、今後の両軍の作戦が大幅に変更され、戦場は混戦となる。リンや弁天丸のクルー達は、電子戦を繰り広げながら仮想敵を炙り出そうとする。

## 登場人物

### 海賊関係者

#### 主要人物
加藤 茉莉香（かとう まりか）
本作の主人公。鯨座宮たう星系海明星に住んでおり、白凰女学院に通う少女。第1巻冒頭では15歳の高等部1年、第2巻巻末で2年に進学。
学業成績も宇宙機の操縦シミュレーション成績も優秀で、初等部から無遅刻・無欠席であった。周囲からは「秀才」と見られているが、親友であるマミは「努力家」であると見抜いている。父の後を継いで宇宙海賊船「弁天丸」の船長に就任した後は一時期、欠席・遅刻・早退が増えて成績も下がるが、後に上位に返り咲く。かなりのポジティブ思考の持ち主であり、目の前に危機が迫っても逆にそれを楽しむ余裕すらあるほど。
また、固定観念や常識に縛られない発想をしたり、思いついたら躊躇することなく行動を開始するといった思い切りのよさもある。弁天丸の船員達もそんな彼女に全幅の信頼を寄せている。豪華客船を襲撃するアトラクションでは、白凰女学院の制服のままのミニスカートに肩章付きの船長服という派手な衣装をまとい、ノリノリのハイテンションで臨む。この「営業」は「お客さん」に好評を博するが、本人は己の暴走に自己嫌悪に陥ることもある。
チアキ・クリハラ
白凰の海森星（うみのもりほし）分校の生徒。茉莉香と同学年。まっすぐな黒髪に鳶色の眼、色白の肌の持ち主。一見クールで冷徹な性格だが、実際はツンデレでしかも天然である。茉莉香が船長就任を要請された直後に本校に転校してきた。が、1巻のエピソード後に一度去り、3巻でまた海明星に戻ってきている。
海賊船バルバルーサ船長ケンジョー・クリハラの娘。茉莉香と同じく海賊見習い。海賊としての自覚と常識を欠く茉莉香の言動にあきれることもたびたび。茉莉香には「チアキちゃん」呼ばわりされ、その後マミやヨット部一同からも同様に呼ばれる。その都度「『ちゃん』じゃない!」と抗議するがまったく効果はない。
白凰海賊団では、サーシャ、ヤヨイと共に動力を担当。「営業」時には弁天丸に残留していたが、グロリアス・クールフ襲撃時には巫女のコスプレで乗り込み、ジュナイ達の悪行（?）に激怒してブラスターを乱射し、一人で彼らを蹴散らして日頃の鬱憤を晴らした。また、ディンギーの扱いにも長けており、第19回ネビュラカップで優勝している。
普段は抑制的だが本当は茉莉香以上に海賊的な性格をしており、下手に機会に恵まれようものなら自分を抑え切れず行き着く所まで行ってしまう。基本的にやってしまってから後悔するタイプで、自分の所業を後から恥じて悶絶することもしばしば。

#### 加藤家
加藤 梨理香（かとう りりか）
茉莉香の母。新奥浜空港に管制官として務めており、海明星の星系軍関係者にも顔が利く。男のような言葉遣いをする。
かつての伝説的な女海賊「キャプテン・リリカ」その人だが、茉莉香にはそのことを知らせていなかった。夫と別れた後は首尾よく姿をくらませたつもりだったが、単にゴンザエモンが接触を禁止していただけであり、弁天丸クルーは所在を把握していた。自宅の車庫のコンテナに、多数の武器を隠し持っている。
娘の茉莉香には、「お母さん」ではなく「梨理香さん」と呼ばれている。
ゴンザエモン 加藤 芳郎
弁天丸の先代船長。梨理香の夫で茉莉香の父。梨理香はゴンザエモンのことを「権左（ごんざ）」と呼んでおり、茉莉香には死んだようなものと説明していた。
物語開始時点で故人。ミーサによれば死因は食中毒とのこと。
加藤 ちるそにあん 文左衛門（かとう ちるそにあん ぶんざえもん）
第11巻に登場。初代弁天丸の船長で、茉莉香の曾祖父。

#### 弁天丸
ミーサ・グランドウッド
船医。女性。茉莉香の相談役兼参謀で、弁天丸の実質的な副長。梨理香が現役当時から弁天丸に乗っているらしく、梨理香やケインいわく「血塗れドクター」。第1巻から臨時の保健医として白凰女学院高等部に潜入している。
実年齢は不明。それを詮索することは、タブーとされている。
ケイン・マクドゥガル
操舵手。優男。豪華客船襲撃アトラクションでは乗客を装い海賊船長との剣劇を演じるなど、外回りの仕事もこなす。白凰女学院には高等部の物理教師兼ヨット部顧問（第1巻）、中等部の体育教師兼ヨット部顧問（第2巻）として潜入。独身だが、生徒には「既婚者」と言い、左手薬指に指輪をはめている。
百眼（ひゃくめ）
レーダー・センサー系を中心に、ブリッジだけに限らず弁天丸の情報の収集・分析担当。男性。アポロキャップをかぶっている。
クーリエ
電子戦担当。女性。ぼさぼさ髪。長時間勤務の時は膝に毛布を敷き、多数のお菓子を持ち込んでいる。銀河帝国情報部員のナッシュとは昔馴染。
シュニッツァー
戦闘指揮担当。真空中でも宇宙服なしで活動できる戦闘サイボーグ。
『ARIEL』など作者の他作品にも、名前は違うが同じようなキャラクターが存在する。
ルカ
航法士。女性。黒マント姿。占いも行い、「見える」や、それを捩った言葉が口癖。他人に対しては我関せずの無関心さが特徴であると、ミーサに評される。その姿を引き写したアンドロイドが、代わりにブリッジに居座ったこともある。てっきり本物のルカは消されたものと皆勘違いしていたが、単にオーロラやジュゴンに刺激されて観光に出かけていただけでありアンドロイドが倒された後にあっさり帰ってきた。
三代目（さんだいめ）
機関担当。男性。頭に鉢巻を結び、作業衣を着ている。ブリッジクルーの中で唯一弁天丸の安否に神経を使い、些細なトラブルや故障でも大騒ぎする。
ヒコザ
火気・戦闘の次席指揮官の男。帝国艦隊出身のベテラン船乗り。第6巻以降、目だった描写はない。
テックス・エイヴェリー
第一砲塔の砲手。メカニカルサングラスをかけた長身・長髪の男。第2巻「黄金の幽霊船」で主要クルーとしてグリューエルに紹介されるが、それ以降は第10巻に至るまで描写されていない。
ブリガド
弁天丸の機械整備担当。ひょろりと手足が長く、黒髭を蓄えてターバンを巻いた男。上記のテックスと同じく第2巻で主要クルーとして紹介されるが、それ以降は描写が途絶えている。

#### バルバルーサ
ケンジョー・クリハラ
海賊船バルバルーサ船長。チアキの父でもじゃもじゃ髭の大男。黒髭船長としても知られている。チアキには「ヒゲ親父」呼ばわりされている。
ノーラ
バルバルーサの副長。長命種の宇宙人で、120年前の独立戦争の時からバルバルーサに乗り込んでいる。
ボーグス
バルバルーサのセンサー・観測系を統括するサイボーグ。
モーガン
バルバルーサの操舵手。
カイエン・ギアー
バルバルーサの陸戦隊長。

#### 辺境海賊ギルド
ミューラ・グラント
海賊ギルドの大幹部で、海賊船キミーラ・オブ・スキュラの船長。長命種の女性で、半世紀以上も前から高額の賞金首となっている。冷徹かつ苛烈な性格の持ち主で、海賊らしく目的達成のためには手段を選ばない。ステラ・スレイヤーをめぐる事件の黒幕で、辺境の国々を動かしてオデットII世の船首マストを奪おうとするが、ジャッキーに出し抜かれて失敗する。事件後、ヨット部に海賊ギルドへの加盟申請書を送りつけてきた。
マイラ・グラント
ミューラ・グラントの姉。愛の女王号の船長。ミューラと同じく長命種の女性で賞金首である。

### 白凰女学院の生徒
制服は白を基調としたブレザーに、青のミニスカート。なおヨット部員は学年ごとに色が違うヨットパーカーを着用している。
遠藤 マミ（えんどう マミ）
茉莉香の友人。同級生。1巻では初等部の入学試験のときにそろって迷子になって以来のつきあいとされているが、2巻以降では中等部以来の腐れ縁となっている。喫茶店ランプ館でのバイト仲間でもある。
茉莉香が宇宙に出て置き去りにされた形になるが「私は港ですから」と意に介さず交友を続け、気難しいチアキをも人柄で丸め込み、「宇宙では、チアキちゃんが私の代わりだよ」と言い含めた。
ジェニー・ドリトル
ヨット部部長の3年生（初登場時）。大手星間輸送会社《ヒュー&ドリトル星間運輸》社長の令嬢だが普段はそれを感じさせない。親の会社の関係でグリューエルとは以前から面識があった。卒業後、一族の慣習で望まない政略結婚を強いられるが、ウェディングドレス姿のまま最新鋭の電子偵察機を強奪して逃走し、弁天丸を使って婚約者のスキャンダルを暴露して結婚を破談にし、その後宇宙大学に進学した。実は同性愛者で、リンとは恋人関係。
リン・ランブレッタ
ヨット部副部長の2年生（初登場時）、のち部長。セミショートの黒髪で、常にショルダーバッグ型のパソコンを携行している。コンピュータの操作に長け、中等部の時にクラッキングで保護観察になった前科もある。オデットII世ではその能力を活かして電子戦を担当している。同性愛者で、ジェニーとは恋人関係。悪巧みや悪知恵が得意で、茉莉香を唖然とさせるような行動力を発揮することも多く、グリューエルと組んで名コンビぶりを見せる。
また、中等部の時のクラッキングのエピソードが語られ、ヨット部の先輩に言われるまま第13回ネビュラカップのコースを書き換えて「悪夢の第13回大会」と呼ばれる惨事を引き起こした。「クラッキングのおリン」と呼ばれることもある。白鳳を卒業した後、ジェニーを追って宇宙大学に進学した。

### セレニティ連合王国
グリューエル・セレニティ
セレニティ連合王国星王家の第7正統皇女。初登場時12歳。
ゴンザエモンとは知り合いで、その縁を頼って弁天丸へ「黄金の幽霊船」の捜索を依頼する。ゴンザエモンから弁天丸の船長ID埋込済みの指輪を託されており、現船長の茉莉香に返還したが、原作ではその場でお守りとしてグリューエルに再譲渡されている。
当初は弁天丸との接触を取り繕うために白凰女学院中等部へ短期留学していたが、「黄金の幽霊船」の捜索を通じて茉莉香の人柄を気に入り、その後も留学を延長して留まっている。厳重なセキュリティをたやすく欺いて弁天丸、オデットII世、サイレント・ウィスパーへこっそり乗り込んだり、客船相手の海賊「営業」や白凰海賊団への参加を希望するなどかなり行動的な性格で、茉莉香いわく「密航好きのお姫様」。
また、王族としての英才教育を受けて非常に聡明で、ケインに「敵にまわしたくない」と言わしめている。第9巻では、窮地に陥った茉莉香と弁天丸を一時的にセレニティの保護下に置く。
グリュンヒルデ・セレニティ
セレニティ連合王国星王家の第8正統皇女で、グリューエルの妹。愛称はヒルダ。王家の権威を取り戻すために「黄金の幽霊船」の捜索に乗り出し、防衛軍の旗艦クイーン・セレンディピティへ乗り込んで独自に活動する。最終的には王政への復帰を断念し、グリューエルを追って白凰女学院へ入学した。
ヨートフ・シフ・シドー
セレニティ正統王家の枢密院侍従長。長命種の老人。グリューエルいわく「1人で戦争を始めたり終わらせることができる」らしい。指弾を使いこなす。
キャサリン
セレニティ正統王家近衛の小隊長。普段はメイド服を着ている。百眼いわく「無口な別嬪さん」。
ジャクリーン
セレニティの情報部に務める黒髪の美女。
ロベルト・ベルマー
セレニティ星系防衛軍宇宙艦隊の大佐。
シムシエル大公
セレニティ正統王家の現在の当主。本名はシムシエル・セレニティ。グリューエルとグリュンヒルデの祖父。

### 銀河帝国
ナット・ナッシュフォール
銀河帝国艦隊統合参謀司令部付きの情報部員。通称は「ナッシュ」。弁天丸のクーリエとは幼馴染。
『超ミニスカ宇宙海賊』では、茉莉香達に帝国士官学校への潜入任務を依頼する。
ピーター・ホーガス
銀河帝国ポルト・セルーナ基地の軍警察巡視艇KP93号の艇長。服を着崩しただらしない中年男だが、見かけによらず優秀な人物。
キアラ・フェイシュ
『超ミニスカ宇宙海賊』から登場。帝国士官学校における茉莉香やチアキと同期の候補生。辺境の出身で、正体はミューラ・グラントの海賊船キミーラ・オブ・スキュラの元クルーであり、茉莉香達の同業者。士官学校には辺境の海賊と帝国艦隊との人材交換として入学していた。
アレクサンダー・ゲイル
『超ミニスカ宇宙海賊』から登場。帝国聖王家を守護する第一艦隊の司令官。

### ヒュー&ドリトル星間運輸関係者
ロバート・ドリトル
ジェニーの伯父。ヒュー&ドリトルの代表取締役で、元は軍の高官。ジェニーとは彼女の父親の代からの犬猿の仲である。
自分の息子を会社の後継者として据えるため、後継者候補のジェニーを政略結婚によって会社から遠ざけて排除しようと企み、反抗して逃げた彼女を追うため、自ら艦隊を率いる。
ジュナイ・クールフ
ジェニーの婚約者。ロバートと親しい政治家の息子。自分の船でドラッグを使用した違法パーティーを開催しているところをヨット部の面々に踏み込まれ、これを暴露されたことから縁談は御破算になった。

### その他
ショウ
ハロルド・ロイド保険組合のエージェントで弁天丸の担当。豪華客船での「海賊アトラクション」をはじめとする数々の業務を仲介する。一見ハイテンションでファンキーな、アフロヘアーでサングラス姿で年齢不詳の怪人物だが（原作での二つ名は「アフロヘアの怪人」）、真顔になると冷徹な、時に冷酷なビジネスマンである。
ジャッキー・ケルビン
裏稼業で生きる賞金首。魔法使い級の腕前を持つクラッカーでもあり、愛用する宇宙船ルナライオンに強力な電子装備を施している。とにかく食えない性格をしており、いつもふざけた笑みを浮かべている。また、薬物や毒ガスなどを無効化し超人的な身体能力すらも獲得できる特別なナノマシンを常に体内に仕込むなど、危険な裏社会を生き抜いてきたしたたかさを併せ持っている。各地で懸賞金が賭けられており、賞金稼ぎから狙われている。
税務局員を騙ってヨット部に接触しオデットII世を騙し取ろうと詐欺をはたらく（4巻）。また、独立戦争時に殖民星連合が作成した極秘文書を狙い白凰女学院地下の艦隊司令部跡に潜入する（8巻）。茉莉香達には最初はジャッキー・セルシウス、続いてファーレンハイトという偽名を名乗っていた。
ノエル・ブルー
銀河帝国公認のライセンスを持つ女賞金稼ぎ。「紫紺の魔女」という異名を持つ。髑髏星のダウンタウンで育ち、時々様子を見に帰ってきている。常人では手に余る大型の火器を軽々と振り回す。賞金首のジャッキーを狙っており、彼を追って教育実習生という肩書きで白凰女学院へと潜入する。
銀 九龍（イン・クーロン）
新奥浜空港で中華レストランを営むコック長。梨理香や弁天丸のクルー達とも知り合いで、普段は「親父さん」と呼ばれている。空港の裏の元締めであり、一番偉い人とされる。元銀河帝国第七艦隊の第58突撃機動艦隊司令官だが、軍関係の業界に再就職せず、コック長となった。
クリスティ・シャーウッド
たう星系軍の軍令部第三部B課、通称「海賊課」の課長。階級は中佐。120年前の宗主星系・植民星連合の戦争時代の人物。
遠藤 ミキ（えんどう ミキ）
クリスティの部下で「海賊課」での連絡役。階級は少尉。クリスティと同じ120年前の宗主星系・植民星連合の戦争時代の人物。遠藤マミと名字が同じだが関連性は不明。
アテナ・サキュラー
宇宙大学で歴史学（銀河文明史）を教えている女性。ジェニー・ドリトルの担当教授でもある。銀河帝国の貴族で、長命種。

## 登場メカニック
本作の宇宙船はほぼ完全なコンピュータ制御でネットに常時接続されている。基本的に操船は自動化されて人力を必要とせず、コンピュータ操作さえできれば非力な女子校生たちだけでも運用が可能である。

### 海賊船

#### オリジナルセブン
独立戦争時に、最初に海賊免許（私掠免許）が交付された7隻の海賊船を指す。現在詳細が明らかになっているのは弁天丸、白鳥号（オデットII世）、黒鳥号の3隻。
弁天丸（べんてんまる）
カテゴリーIの宇宙海賊船。旧式となった二線級の機動巡洋艦に大改装を施した、船齢120年の老朽船。
主転換炉を2基持ち、それぞれ「阿号」・「吽号」と名付けられているが、元々メーカーが保証する正式なユニットではない上に既に設計寿命が尽きており、だましだまし調子を見ながら運転する必要があり、気難しい。火力よりも速力を重視しており、改装時に武装と装甲を減らしている。先代船長のゴンザエモン加藤芳郎亡き後、娘の加藤茉莉香が船長となる。
オデットII世
カテゴリーIの白凰女学院高等部の練習船。太陽帆船である。元は海賊船「白鳥号」で、船齢は200年あまり。
船体は非武装で鈍足、シールドもなく脆弱であるが、帆船ゆえに運行上のエネルギー効率は優秀で、加えて戦艦並みの強力な電子兵装を持つ。原作9巻までは、カテゴリーIIだったが、10巻でカテゴリーIへの変更手続きを開始、11巻3章で最終手続きの船検を完了し無事カテゴリーIに変更されている。
エネルギーを使わずに航行できる隠密性と高度な電子戦能力を組み合わせた運用により、独立戦争では少なからぬ戦績を残している。電子兵装は現在も健在であり、リンの操作で電子戦を行う。独立戦争終盤に超新星爆弾の使用を阻止した過去があり、超新星爆弾システムの鍵を握っているとして様々な勢力から狙われた。独立戦争当時の船長として女海賊キャプテン・スズカの存在が示唆されているが、その実態は未だに多くを語られていない。航海日誌を読んだ茉莉香によれば、その運用が成立したのは乗組員の膨大なマン・パワーのおかげである模様。
なお、ヨット部のシンボルまたマスコット的な存在となっており、部室には「オデット君」と呼ばれるデフォルメした人形が吊り下げられている（さらに、新入部員勧誘の際にはオデット二世のミニチュア模型やオデット君の着ぐるみなども製作している）。
黒鳥号
独立戦争時代に活躍した宇宙海賊船。巡洋戦艦クラスを改装した船で、火力は弁天丸を上回っていた。恒星ガーネットAで行われた独立戦争の最終決戦時に、超新星爆弾のコントロール指令船を道連れにガーネットAに沈んだはずであったが…。

#### その他の海賊船
バルバルーサ
ケンジョーが指揮を執る戦艦クラスの海賊船。弁天丸と行動を共にすることが多い。
グラマラス・リディス
ケンジョーの援軍要請に応えてやってきた海賊船。重巡洋艦クラスを改装した船で、海賊ギルドからの逃避行ではピケット艦の役割を果たしていた。
迦陵頻伽（かりょうびんが）
ケンジョーの援軍要請に応えてやってきた海賊船。元は実験戦艦。船齢は弁天丸より古い。船長はカーン伯爵。副長はレディ・アンヌ。第9巻の冒頭で行方不明となる。
シンドバット
ケンジョーの援軍要請に応えてやってきた海賊船。多用途作業船を原型を留めないほど大改装した船。
デスシャドウ
ケンジョーの援軍要請に応えてやってきた海賊船。私掠免状が与えられた海賊船としては最強の攻撃力を持つ重戦艦で、艦載機も多数搭載している。船長はクルップ侯爵。
キミーラ・オブ・スキュラ
ミューラが指揮を執る海賊船。海賊ギルド屈指の性能を持つ高速戦艦で、船齢も20年程度と若い。加速力や攻撃力に優れるのみならず、オデットII世以上の電子兵装も有する。ただし、当のミューラ自身が電子戦に慣れていないためか、電子装備は全ての性能を発揮していない模様。

### 軍艦

#### セレニティ連合王国の軍艦
クイーン・セレンディピティ
ブルー・インク社製のマラコット級大型戦艦。セレニティ防衛軍の旗艦。防衛軍の旗艦は代々同じ名前を受け継ぐ。
なお、セレニティ星王家の「黄金の幽霊船」も同名である。
コーバック級護衛艦
セレニティ防衛軍で使われている小型護衛艦。コーバック級は銀河帝国中央の軍需産業が各国正規軍向けに広く輸出販売している艦で、海明星星系軍でも使用されており、海賊船に対する「モブのパトカー」的な役割。
「小型」とはいえ弁天丸より大きく、カタログスペック上は攻防両面で凌駕しているが、速力と電子戦能力では遠く及ばない。
タルボット級戦艦
セレニティ防衛軍で使われている中型戦艦。ヒュー&ドリトル星間運輸が保有する企業艦隊でも使用している。

#### 銀河帝国の軍艦
ノイシュバンシュタイン
統合打撃指揮戦艦（TDS）。銀河帝国の第五艦隊の第一打撃艦隊旗艦。弁天丸ら海賊船を相手にした演習では総旗艦を務めた。
シュバルツシュタイン
『超ミニスカ宇宙海賊』から登場。ニーベルンゲン級統合打撃指揮戦艦（TDS）。最新の主力戦艦で、士官学校卒業演習時の旗艦。
シュテッケン級電子戦艦
『超ミニスカ宇宙海賊』から登場。最新式の電子戦艦。
ミノスデロワ級大型空母
『超ミニスカ宇宙海賊』から登場。艦体の四方に飛行甲板を持つ。
グルンワルド59
『超ミニスカ宇宙海賊』から登場。茉莉香達が乗った強襲揚陸艦。

#### 七つ星共和連邦の軍艦
グレンスミス級戦艦
辺境の星間国家向けに量産された高速戦艦。
アグリガート級打撃巡洋艦
七つ星共和連邦統一軍で使われている旧式巡洋艦。設計はグレンスミス級よりも古い。
ベスモス級機動巡洋艦
七つ星共和連邦統一軍で使われている比較的新しい巡洋艦。

#### ヒュー&ドリトル星間運輸の軍艦
ジャバウォッキー
ヒュー&ドリトル星間運輸の第1護衛艦隊の旗艦。企業艦隊の中で唯一の電子戦艦。
原作ではロキュータス級電子戦艦。

#### 企業連合体ラキオンの軍艦
デアフリンゲ級機動巡洋艦
造船メーカー、ルーベ・マス社製の機動巡洋艦。対艦戦闘専門の新鋭艦。
ロキュータス級電子戦艦
新型の電子戦艦で、ヒュー&ドリトル星間運輸のジャバウォッキーと同型。

### その他のメカニック

#### 民間船・輸送船
ライトニング11
他星系の犯罪カルテルの船で、最初に茉莉香を付け狙った。オデット二世にちょっかいを出し、後に電子戦を仕掛けるが反撃され、ついにビーム砲で直接攻撃してくる。
プリンセス・アプリコット号
プリンセスシリーズと呼ばれている豪華クルーズ客船の一隻。弁天丸の「営業」のお得意様で、白凰海賊団もここで「営業」した。
シンフォニー・エンジェル号
シンフォニー・エンジェルと呼ばれている豪華クルーズ客船の一隻。
アルティメット・フェアリー号
花嫁に仕立てられたジェニーが押し込められた客船。茉莉香はリンの依頼を受けてフェアリー号襲撃・ジェニー奪取計画を考え始めるが、その矢先にジェニーがサイレント・ウィスパーを奪取して逃走してきた。
グロリアス・クールフ号
クールフ家が私有する客船で、ジュナイがプライベートで使用していた。その運用に胡散臭さを感じた茉莉香らは襲撃をかけ、ジュナイの意外な弱みを握る。
ルナライオン
詐欺師のジャッキーが使用する改造船。元の船の形状が判別出来ないほどの大改装が施されており、いびつな形状の船体に大型のパラボラアンテナが2基装備されている。船体表面はアクティブステルスと光学迷彩を行うシステムで覆われており、大半のセンサーに捕らえられない。強力なコンピュータを備え、高度な電子戦能力と膨大な情報処理能力を持つ。電子的には非常に高い隠密性を誇るが、単純な見た目では非常に目立つ船であり、状況次第では表立っては使えない場合もあるらしい。
愛の女王号
ミューラの姉、マイラ・グラントが船長を務める宇宙船。表向きは移動娼館として各地を回っているが、真の目的はスパイ活動である。
シェナンドア号
ヒュー&ドリトル星間運輸の高速客船。
マリア・フォルテ85
西キリア船籍の輸送船。謎の艦隊による襲撃を受ける。
キュリオシティ
グラシウス級戦艦を改造した宇宙大学の調査船。

#### 恒星間移民船
黄金の幽霊船
セレニティ星王家の神話で「天使の箱舟」と呼ばれる船。その正体はセレニティ星王家の最初の皇族や国民を運んだ大型移民船で、船名は「クイーン・セレンディピティ」。全長24km、全幅7km。
超光速航行性能を持たない世代間宇宙船（恒星船）として建造され、コールドスリープ施設や人工子宮設備も備え、乗組員や生態系を保存して数十年をかけて星の海をわたった。最初の皇族と国民をセレニティに運んだ後も星系間の定期航路に就役していた。後に初歩的な超光速機関を自主開発したが、亜空間に姿を晦まして消息を絶ち、稀に通常空間に浮上した姿が幽霊船としてとらえられる。王家の中でも限られた者はその正体や出現位置を把握しており、時に接触して船内の宝物を持ち出して糊口を凌いでいた。また、人工子宮「薔薇の泉」で皇族を産み出しつづけていた。
「クイーン・セレンディピティ」は、セレニティの保有する中で最も重要な宇宙船が受け継ぐ伝統ある船名であり、現代のクイーン・セレンディピティはセレニティ軍の旗艦である戦略宇宙戦艦。黄金の幽霊船は「初代」クイーン・セレンディピティにあたる。

#### 偵察機・ヨット
サイレント・ウィスパー
最新鋭の電子偵察機。小型機だがオデットII世を凌駕する電子戦能力を有し、さらに単独で超高速跳躍も可能。ユニット・コストは弁天丸より遥かに高価である。ジェニーが望まない政略結婚から逃げ出す時に使用し、報酬として弁天丸に残していった。その後はオデットII世に搭載されている。
白鳳女学院所属の連絡艇で民間機登録。入手後は弁天丸の仕事で頻繁に使用されている。
ディンギー
白凰その他各校のヨット部などが所有する1人乗りの小型艇。宇宙船というよりはグライダーに近い機体。主に大気圏突入と突入後の滑空の腕前を競う競技に用いられる。

## 用語

### 惑星・施設
海明星（うみのあけほし）
銀河系オリオン腕、鯨座宮たう星系の第3惑星。海の惑星で、茉莉香が住む新奥浜市は、唯一の大陸の赤道直下の沿岸部にある。
白凰女学院（はくおうじょがくいん）
茉莉香やグリューエル達が通う名門お嬢様学校で、新奥浜市の郊外にあり近隣星系からも生徒が集まる。
オデットll世を所有するヨット部が存在する。また、ウズマサ星系海森星（うみのもりほし）に分校がある。学校の地下には100年前の殖民星連合の艦隊司令部が眠っている。
原作とアニメ版では、中等部の制服が異なってるが、TVアニメ化発表後執筆の8巻からアニメ版の制服と同一になっている。
ランプ館
新奥浜市の運河沿いにある、レンガ倉庫を改造した喫茶店。茉莉香のアルバイト先であるが、船長就任後はあまり通えていない。制服は、エプロンドレスと白いレースのカチューシャをつけたメイド服。
髑髏星（スカルスター）
辺境の宇宙海賊の本拠地とされる、髑髏の形をした人工天体。数千年前に建造された機動要塞が原型となっており、超光速航行で頻繁に位置を移動するために銀河帝国の情報部ですら、はっきりとした所在を掴めていない。内部は巨大なブラックマーケットとなっていて、あらゆる違法取引が公然と行われている。また、失われた遺物や技術、紙の書物や封印された技術なども大量に所蔵されている。
ポルト・セルーナ・ステーション
銀河帝国第五艦隊が拠点とする軍基地。元は巨大要塞であり、帝国の外縁部に位置する。帝国だけでなく軍関連の企業もおかれている。120年前は銀河帝国第七艦隊の駐留拠点となっている。

### 国家・星系
セレニティ連合王国
歴史あるセレニティ正統王家が治める星間国家。当主はシムシエル大公。王家は内政にはほとんど関わらない。グリューエルはセレニティ星王家の第七皇女。グリュンヒルデは第八皇女。王族は青の姉妹（青い姉、青い妹）、碧の兄弟、赤の父、藍の母、白の子供と呼ばれる七つの星に分散している。首都は青い姉にあるファースト・ヴァージニア。
銀河帝国
海明星を含む、銀河系数十億の星が加盟する星間国家。海明星ら植民星連合と宗主星との独立戦争のさなかに来訪し、両者を一まとめに併呑して戦争を終わらせてしまった。宇宙大学に次ぐ歴史を持つ艦隊士官養成のための帝国士官学校を有する。
七つ星共和連邦
銀河帝国とは対立中の辺境星間国家。
ガーネットA星系
たう星系の海明星から30光年の距離にある赤色巨星。
ファウンテンブロウ
人の手による開発を受けず、知的生命体も住んでいない広大な空域。主に軍事演習場として利用される。

### その他の用語
海賊
下記の海賊免許を保有して政府などから公認されたものと、どこの政府にも属さず独立して活動する正真正銘の海賊とがいる。後者は事実上犯罪組織ないしは反体制武装勢力であり、凶悪な反社会的存在である。海賊ギルドも結成している。
海賊免許（私掠船免状）
百数十年前の独立戦争時、植民地側が乏しい戦力を補うために海賊を活用する方便として発行したもので、これをもって海賊の存在を公認したうえで指揮系統に組み込み通商破壊の遊撃任務に当たらせた。独立戦争自体は宗主星系・植民星連合双方が銀河帝国に併合される形で終了したが、この作戦の有効期限が定められず、また、理由は不明だが制度自体も廃止されることなく現在に至り、政府から作戦中止の通達がない限り、下記の条件を満たせば今でも免許は有効である。
- 有効期限は50日間で、その間に次の海賊行為を行えば有効期限が更新される。
- 免許を受けた船体に限り有効。
- 免許を受けた船長が存命の限り有効。ただし、直系の継嗣が継承することができる。

独立戦争終了後、海賊はもはや必要とされず、新たに免許が交付される可能性はまずない。現在の海賊は稼業を継続するため、古い免許の維持に腐心する。一方で、政府にとっては、私掠船制度はあくまでも戦時立法よる特例に過ぎず、100年以上前の旧い制度であり、これを減らす機会を伺っている。乗組員の病気や事故、犯罪被害による船の破損等のやむを得ない事情であっても、それを理由に容赦なく免許更新を拒絶して剥奪する。海賊の主な業務は、保険会社・船会社からの依頼で実施されるアトラクションとしての豪華客船襲撃、軍の演習における敵役、表に出せない物の護衛や輸送を行うほか、星系軍の雑用を請ける。免許を持っているからといって犯罪行為が無制限に許されるわけではなく、暗黙のルールの中で業務が行われる。
星間法上、海賊免許の下で活動する海賊は軍隊に準じて扱われるため、業務中の船長は船長服の着用を義務づけられる。
海賊行為
戦時において敵勢力の通商破壊を狙い、政府の公認の下に交戦中の敵国とそれに与する勢力の船を攻撃・拿捕し、臨検する行為。独立戦争当時には海賊船に期待された活動だったが、現代においてはそもそも交戦中の敵国が存在しないために形骸化してしまっている。とは言え、海賊行為は、あくまでも軍務に準じたものとして扱われる。
現代では海賊が私掠船免状の有効期限を更新するために行っており、海賊は保険会社および船会社と連携し、あたかも観光客相手のイベントとして段取りを定めて行っており、海賊の側も海賊行為の現場においては接舷を丁寧に行い不必要な破損が生じない様に注意を払う。必要最小限の武器の使用や貴重品の掠奪も行われるが、「被害者」には保険会社による補償がなされたり、貴重品等も保険会社・船会社を経由して返還される。
幽霊船
難破したり、戦闘で大破するなどして航行不能になったはずだが、目撃例が相次ぐ宇宙船全般のこと。単なる噂や都市伝説の一種から、電子戦での欺瞞工作による影、更には名称通りの宇宙船まで含まれている。
長命種（メトセラ）、短命種（ショートタイマー）
寿命が種別平均よりも倍以上を生きる種族を長命種、半分以下の種族は短命種と呼ばれる。長命種の絶対数は少ない。一般的に長命種は気が長いのんびり屋、短命種は気が短くせっかちとの説がある。バルバルーサ副長のノーラ、セレニティ王家枢密院侍従長のヨートフ、辺境海賊ギルド幹部のミューラなどが長命種にあたる。
スカラー・ルート
辺境区の星間航路。銀河帝国の基幹航路並みの航法支援設備が存在する。ルート上には自由貿易都市「明夜」などがある。
ステラ・スレイヤー
恒星のエネルギーを取り出して使う超新星爆弾。使用されると膨大なエネルギーを周囲に撒き散らし後始末が大変で厄介な代物である。
ハロルド・ロイド保険組合
銀河有数の巨大保険組織。宇宙海賊の業務を遂行する上で生じるリスクをカバーするために不可欠な保険商品を提供する。客船襲撃アトラクションをはじめとする仕事の仲介も行う。現在の弁天丸の担当エージェントはショウ。前任者はハロルドだったが、梨理香によればいけ好かない奴だったらしい。
企業連合体ラキオン
比較的若い新参企業が集まった企業体。銀河帝国とも繋がりを持つ。

## 既刊一覧
「ミニスカ宇宙海賊」シリーズについて12巻までの初出は朝日ノベルズ、2018年12月から新装版をKADOKAWAで刊行。続編シリーズの「超ミニスカ宇宙海賊」はKADOKAWAで刊行。

### ミニスカ宇宙海賊

#### オリジナル版
- 笹本祐一（著） / 松本規之（イラスト） 『ミニスカ宇宙海賊』 朝日新聞出版〈朝日ノベルズ〉、全12巻
  1. 2008年10月21日初版発行（同日発売[7]）、ISBN 978-4-02-273901-8
  2. 「黄金の幽霊船」2009年4月21日初版発行（同日発売[8]）、ISBN 978-4-02-273913-1
  3. 「コスプレ見習海賊」2009年11月20日初版発行（同日発売[9]）、ISBN 978-4-02-273926-1
  4. 「漆黒の難破船」2010年5月20日初版発行（同日発売[10]）、ISBN 978-4-02-273942-1
  5. 「白銀の救難船」2010年11月19日初版発行（同日発売[11]）、ISBN 978-4-02-273956-8
  6. 「真紅の海賊船」2011年3月19日初版発行（3月18日発売[12]）、ISBN 978-4-02-273962-9
  7. 「蒼白の髑髏星（）」2011年11月30日初版発行（11月25日発売[13]）、ISBN 978-4-02-273978-0
  8. 「紫紺の戦魔女」2012年4月20日初版発行（同日発売[14]）、ISBN 978-4-02-273985-8
  9. 「無法の御免状（）」2012年11月30日初版発行（11月20日発売[15]）、ISBN 978-4-02-273996-4
  10. 「二隻の白鳥号」2013年6月20日初版発行（同日発売[16]）、ISBN 978-4-02-276003-6
  11. 「モーレツ時間海賊」2014年2月7日初版発行（同日発売[17]）、ISBN 978-4-02-276010-4
  12. 「モーレツ終戦工作」2014年8月20日初版発行（同日発売[18]）、ISBN 978-4-02-276013-5

#### KADOKAWA版
- 笹本祐一（著） / 松本規之（イラスト） 『ミニスカ宇宙海賊』 KADOKAWA、全12巻
  1. 2018年12月25日初版発行（同日発売[19]）、ISBN 978-4-04-065067-8
  2. 「黄金の幽霊船」2018年12月25日初版発行（同日発売[20]）、ISBN 978-4-04-065068-5
  3. 「コスプレ見習海賊」2019年1月25日初版発行（同日発売[21]）、ISBN 978-4-04-065069-2
  4. 「漆黒の難破船」2019年1月25日初版発行（同日発売[22]）、ISBN 978-4-04-065070-8
  5. 「白銀の救難船」2019年2月25日初版発行（同日発売[23]）、ISBN 978-4-04-065071-5
  6. 「真紅の海賊船」2019年2月25日初版発行（同日発売[24]）、ISBN 978-4-04-065072-2
  7. 「蒼白の髑髏星（）」2019年3月25日初版発行（同日発売[25]）、ISBN 978-4-04-065073-9
  8. 「紫紺の戦魔女」2019年3月25日初版発行（同日発売[26]）、ISBN 978-4-04-065074-6
  9. 「無法の御免状（）」2019年4月25日初版発行（同日発売[27]）、ISBN 978-4-04-065075-3
  10. 「二隻の白鳥号」2019年4月25日初版発行（同日発売[28]）、ISBN 978-4-04-065076-0
  11. 「モーレツ時間海賊」2019年5月25日初版発行（同日発売[29]）、ISBN 978-4-04-065077-7
  12. 「モーレツ終戦工作」2019年5月25日初版発行（同日発売[30]）、ISBN 978-4-04-065078-4

### 超ミニスカ宇宙海賊
- 笹本祐一（著） / 松本規之（イラスト） 『超ミニスカ宇宙海賊』 KADOKAWA、既刊2巻（2021年6月25日現在）
  1. 「海賊士官候補生」2019年7月25日初版発行（同日発売[31]）、ISBN 978-4-04-065079-1
  2. 「モーレツ電子艦隊戦」2021年6月25日初版刊行（同日発売[32]）、ISBN 978-4-04-064877-4

## 漫画
原作と同じ『ミニスカ宇宙海賊』のタイトルで、『ニコニコASAHIコミックファンタジー』（朝日新聞出版）にて峠比呂によるコミカライズが創刊号（2012年6月）からvol.7（2012年12月）まで連載された。
- 笹本祐一（原作） / 峠比呂（作画） 『ミニスカ宇宙海賊』 朝日新聞出版〈ASAHI COMICS〉、2012年12月7日発売[33]、ISBN 978-4-02-214108-8

また、劇場版アニメのコミカライズは、モーレツ宇宙海賊#漫画を参照。

## アニメ
『モーレツ宇宙海賊』（モーレツパイレーツ）のタイトルで、MBS、tvk他にてテレビアニメが、2012年1月から6月まで放送された。全26話。ナレーションは小山力也。
放送終了後、劇場版アニメ『モーレツ宇宙海賊 ABYSS OF HYPERSPACE -亜空の深淵-』が2014年2月22日より公開された。